# Vektor (együttes)
A Vektor amerikai thrash metal/progresszív metal együttes.

## Története
2002-ben David DiSanto énekes-gitáros alapította "Locrian" néven a zenekart (Will Redshaw volt az együttes dobosa) az arizonai Tempe-ben.
2004-ben változtatták Vektorra a nevüket. Eleinte csak koncerteztek, többek között olyan nagy nevek elő-zenekaraként, mint a Testament, a Hirax, az Iced Earth vagy a Municipal Waste.
Első nagylemezüket 2009-ben jelentették meg, amelynek reklámozása érdekében szintén turnéra indultak az Exmortusszal. Első két nagylemezüket a "Heavy Artillery Records" kiadó dobta piacra, a harmadik albumukat viszont már az Earache Records jelentette meg. Szövegeik fő témája a sci-fi. Később áttették a székhelyüket Philadelphiába.

## Tagok
- David DiSanto - gitár, ének (2004–jelenleg)
- Erik Nelson - gitár (2004-2016, 2020-jelenleg)
- Mike Ohlson - dobok (2020-jelenleg)
- Stephen Coon - basszusgitár (2020-jelenleg)

## Korábbi tagok
- Adam Anderson - dob (2004–2007)
- Mike Tozzi - basszusgitár (2006–2008)
- Kian Ahmad - dob (2007)
- Blake Anderson - dob (2007–2016)
- Frank Chin - basszusgitár (2008–2016)

## Diszkográfia
- Black Future (2009)
- Outer Isolation (2011)
- Terminal Redux (2016)[2]

## Egyéb kiadványok
Demók:
- Nucleus (2004)
- Demolition (2006)
- Hunger for Violence (2007)[2]